# Хлороз растений

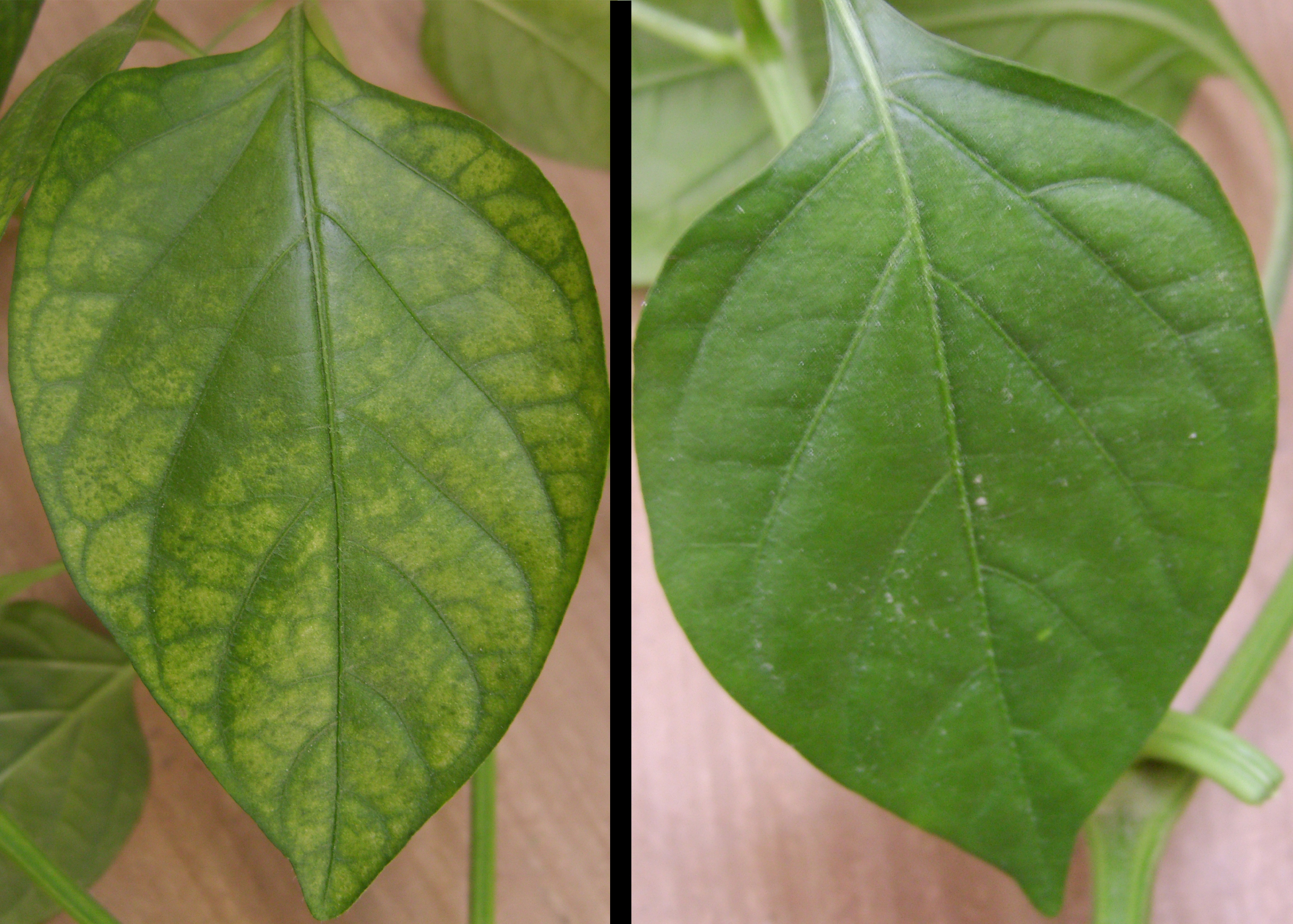
Листья перца овощного: поражённые хлорозом и здоровые

Хлороз растений — заболевание растений, при котором нарушается образование хлорофилла в листьях и снижается активность фотосинтеза.

## Признаки заболевания

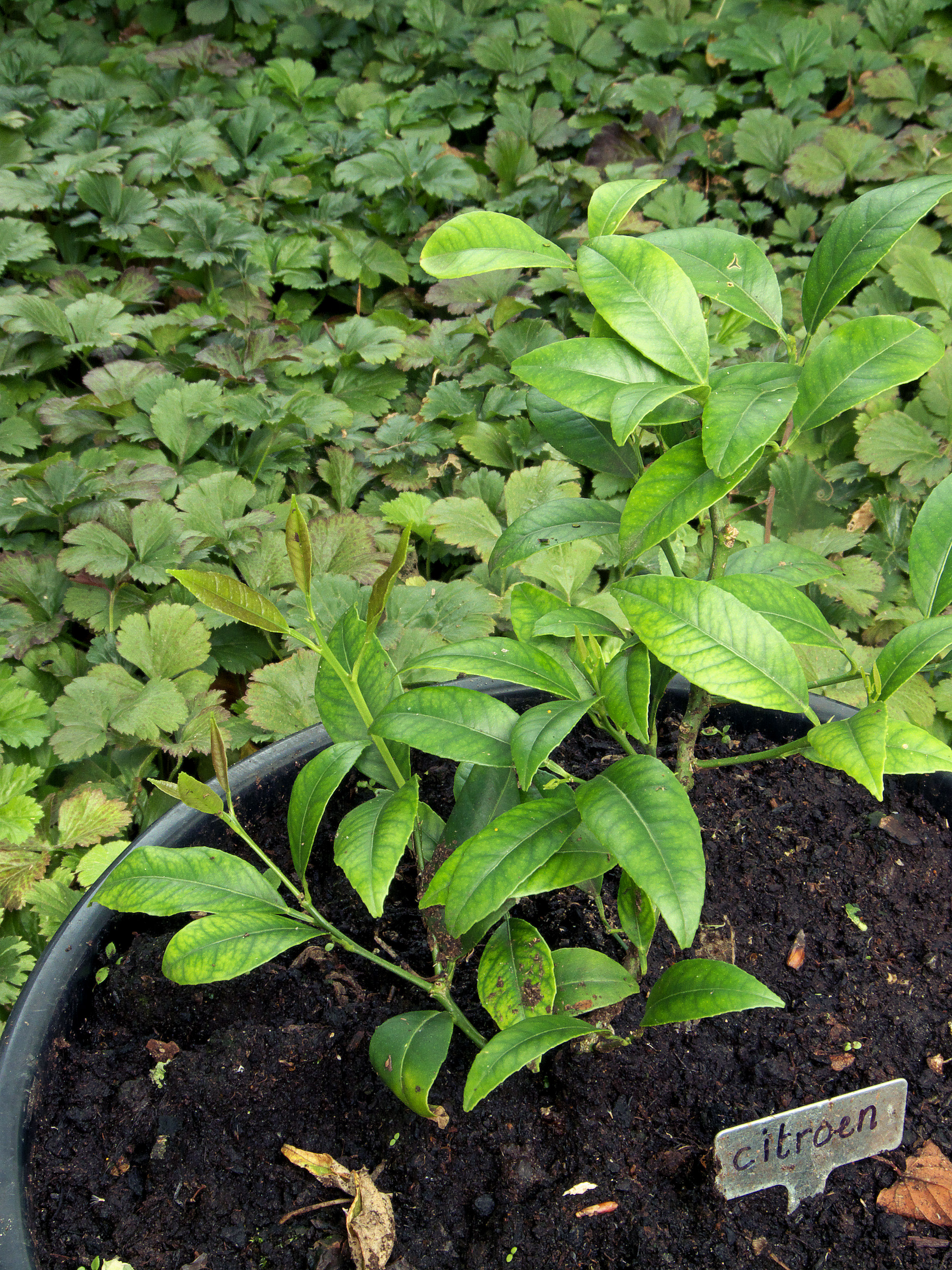
Цитрон, поражённый хлорозом

Характерными признаками хлороза растений являются: преждевременное пожелтение и опадение листьев, мелколистность, усыхание верхушек побегов, отмирание активных корней и тому подобное.

## Причины заболевания

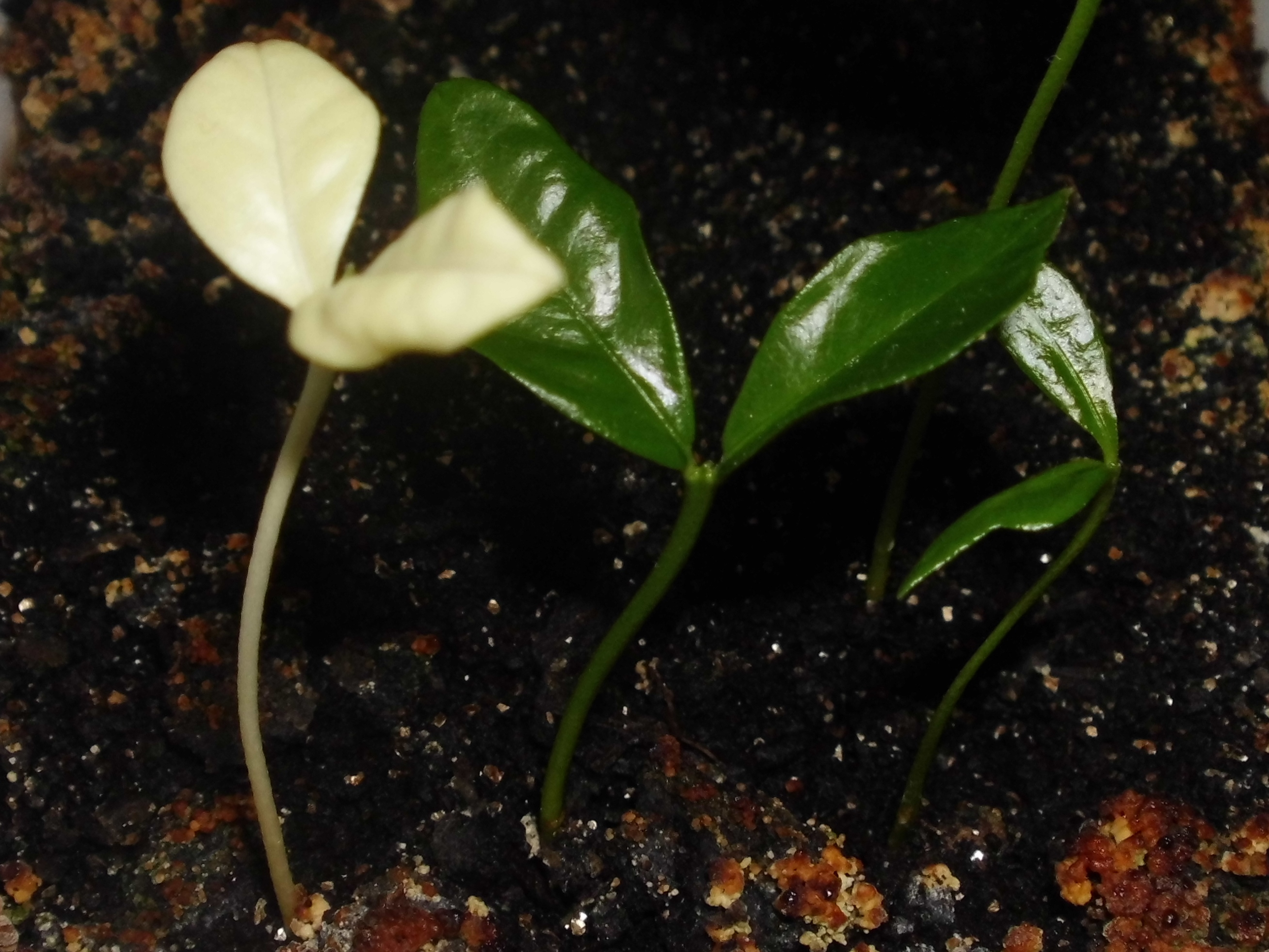
Растение-альбинос. Кумкват (Fortunella margarita): сеянцы в фазе семядольных листочков, полный альбинизм у одного

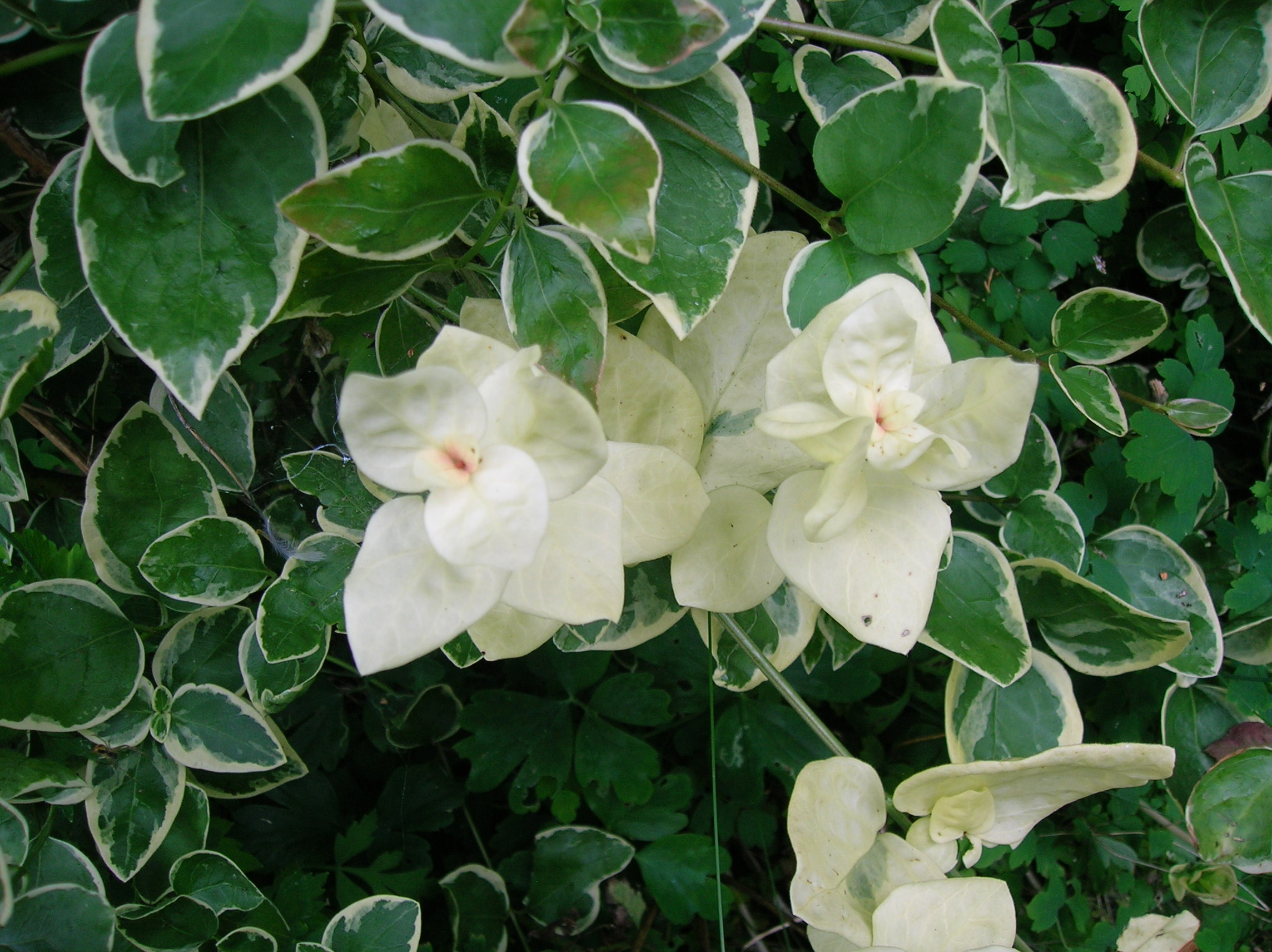
Барвинок большой: пестролистность и проявление почковой мутации — ветка с белыми листьями

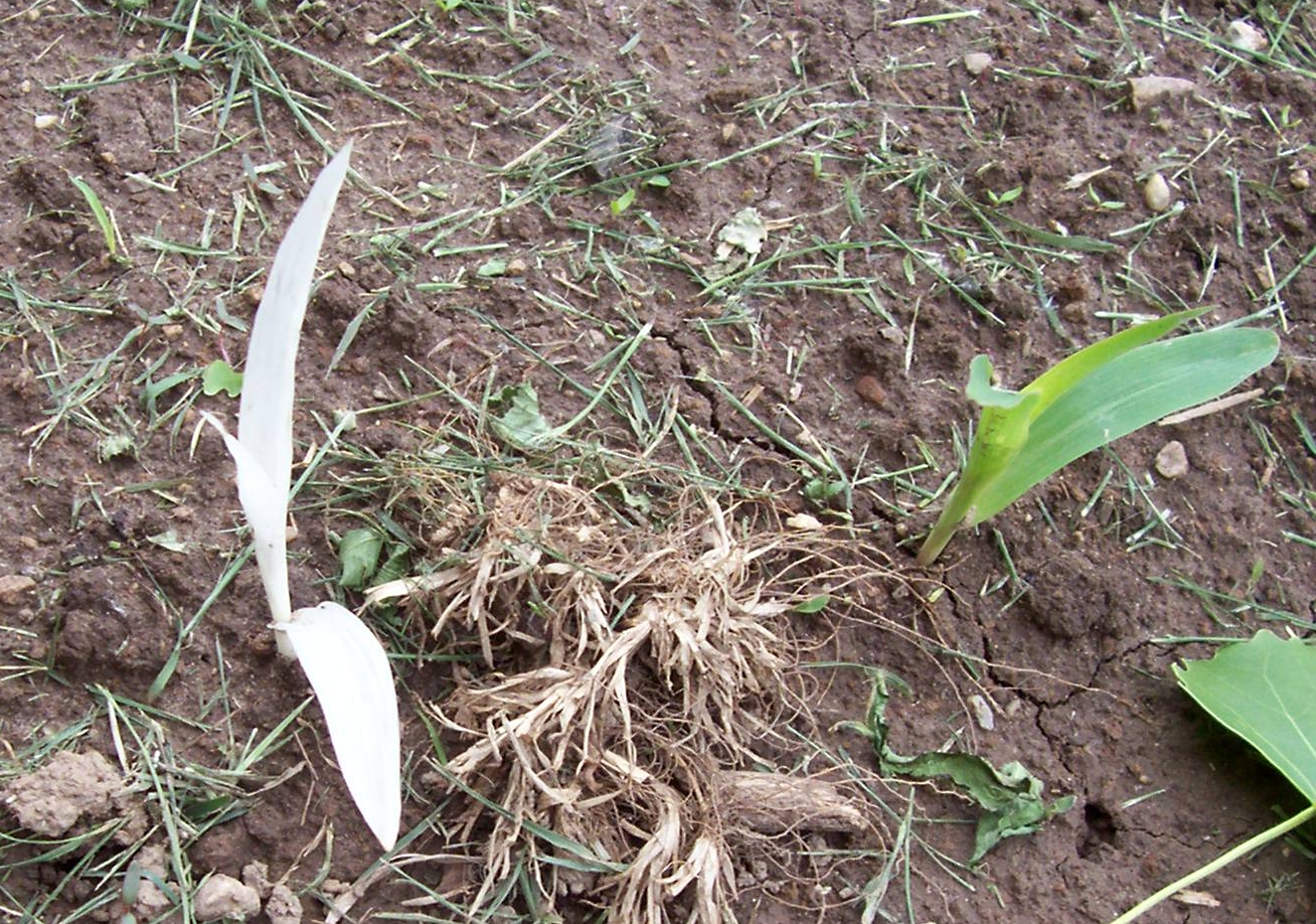
Растение-альбинос. Проростки кукурузы: один с полным альбинизмом

Причины хлороза растений различны. Существует инфекционный хлороз растений, который вызывается вирусами, грибами, микроорганизмами. Переносчиками его возбудителей часто являются вредители растений. Неинфекционный, или функциональный, хлороз растений развивается при неблагоприятных почвенных и климатических условиях, а также при нарушениях технологии возделывания сельскохозяйственных культур. Неинфекционный хлороз может быть вызван дефицитом минералов в почве, таких как железо или магний, дефицитом азота и/или белков, кислотностью почвы, при которой минералы становятся недоступными для поглощения корнями. Неинфекционный хлороз также может быть вызван плохим дренажем почвы, при котором происходит переувлажнение корней, повреждением корней и/или слишком малым пространством для корневой системы, а также воздействием диоксида серы. Наследственный хлороз растений возникает как мутация и передаётся по наследству. Используется в селекции декоративных растений для выведения пестролистных форм. Полный альбинизм для растений летален в раннем возрасте в связи с истощением запаса питательных веществ семян и отсутствия фотосинтеза.

## Меры борьбы с хлорозом растений
В целях предупреждения хлороза растений применяют органические и минеральные удобрения, проводят кислование карбонатных почв, мульчирование и задернение междурядий садов, уничтожают вредителей, которые являются переносчиками инфекции. 
При лечении неинфекционного хлороза растений в почву вносят недостающие элементы питания вблизи активной зоны корневой системы, а также используют некорневые подкормки и инъекции растворами микроудобрений в штамбы, ветки и корни плодовых деревьев. Заболевшие инфекционным хлорозом растения уничтожают.